# Іґґі Арбакл
Іґґі Арбакл (англ. Iggy Arbuckle) — канадський мультсеріал, прем'єра якого відбулася у Канаді на Teletoon у червні 2007 року. Він був створений Blueprint Entertainment у співпраці з CORE toons, National Geographic Kids, Teletoon і розповсюджений Oasis International. Серіал був скасований 10 жовтня 2007 року після одного сезону.

## Сюжет
Дія серіалу відбувається у вигаданому національному парку, відомому як «Кукамунга» (або скорочено «Кук»; повна назва парку, ймовірно є каламбуром на тему долини Кукамонга в Каліфорнії). За парком доглядає персонаж на ім'я Іґґі Арбакл, який є творцем «Свинарських рейнджерів», вигаданого типу лісничих. Його супроводжує його друг Джиґерс, який є єдиним іншим канонічним рейнджером у серіалі. Разом вони намагаються захистити екологічну структуру національного парку.

## Місцевість
Найвідомішими місцями в парку є вулкан під назвою Маунт Кабум, виверження якого Джиґерс постійно боїться. Іншими місцями в серіалі є озеро Ґотталоттаватта, у якому живе сом Стю, та місто Муснакл.
Стара трясовина (англ. All Agog Bog) — звичайне болото.
Великий валун (англ. Big Honkin' Boulder) — скеля в пустелі, яка часто використовується для скелелазіння.
Брейнфріз (англ. Brain Freeze) — є пародією на Ісландію. В центрі знаходиться Північний полюс.

## Виробництво
«Іґґі Арбакл» спочатку починався у вигляді короткого коміксу під назвою «Іґґі Арбакл: Природний дивак!» прем'єра якого відбулася на National Geographic Kids у червневому номері 2004 року. Це був єдиний випуск коміксу, в якому вперше з'явилися персонажі Іґґі, Джиґерс та Зуп. Сюжет коміксу полягав в тому, що Іґґі та Джиґерс намагаються знайти жолудь, щоб приготувати пиріг із жолудями для Зуп, як подарунок на день народження. Мультсеріал створено Ґаєм Василовичем, та базується на його дитячому досвіді, коли він жив у Томагавку.
11 квітня 2005 року Oasis International, Blueprint Entertainment і Teletoon оголосили про спільне виробництво мультсеріалу на основі коміксу. Анімацію було виконано у Flash, до створення серіалу було залучено 100 працівників.National Geographic володіє правами на розповсюдження серіалу в США, а Blueprint — міжнародними правами на показ.

## Персонажі
Персонажі мультсеріалу є антропоморфними версіями тварин, тим не менш, є також і дикі тварини, які розуміють персонажів.
Іґґі Арбакл — протагоніст серіалу, носить уніформу рейнджера і великий капелюх зі значком рейнджера на ній, Його будинок знаходиться на високому дереві, в якому він живе разом зі своїм кращим другом Джиґерсом.
Джиґерс — друг і напарник Іґґі, допомагає йому слідкувати за парком та розробляти нові пристрої для полегшення щоденної роботи. Вони часто сперечаються один з одним, але при цьому залишаються кращими друзями. Спить в норі, що знаходиться під деревом.
Зуп — подруга та постачальниця продуктів для Іґґі та Джиґерса. Вона керує власною крамничкою «У Зуп» та має власний сад, де вирощує овочі та фрукти.
Кайра — недавно переїхала до Муснаклу, раніше жила у великому місті й тому мало знайома з Кукамунгою. Часто допомагає іншим персонажам, щоби скоріше освоїтися в парку.

## Нагороди
У березні 2008 року епізод «Petition Impossible» серії «Yawny Come Latery/Petition Impossible» був серед фіналістів дитячих програм, номінованих на Canadian Screenwriting Awards 2008. У день оголошення переможців, епізод отримав нагороду в категорії «Діти/дошкільнята». Серія «Idle Worship/There's Something about Berries» отримав нагороду Gemini за найкращий сценарій у дитячому серіалі під час 23-ї річниці вручення нагород Gemini. Джонатан Вілсон і Девід Берні, що озвучували Іґґі та Джиґерса, отримали номінацію за найкращу індивідуальну або ансамблеву гру в анімаційній програмі чи серіалі за той самий епізод, хоча він програв Гордону Тутосу, Рейвен Брасс, Тревору Кемерону, Лорну Кардиналу, Тейлору Куку, Еріку Джексону.